# چتس‌ورث (لس آنجلس)
چتس‌ورث (به انگلیسی: Chatsworth) یک محلهٔ مسکونی در ایالات متحده آمریکا است که در لس آنجلس واقع شده‌است. چتسورث ۴۱٬۲۵۵ نفر جمعیت دارد و ۲۹۸ متر بالاتر از سطح دریا واقع شده‌است.